# Агнесса Нитт
Агнесса Нитт (англ. Agnes Nitt) — персонаж в вымышленной вселенной Плоского мира в серии книг Терри Пратчетта.
Ланкрская ведьма. Отца Агнессы звали Послед Томас «Трёхпенсовик» Нитт. Его родители, люди необычайно эрудированные по ланкрским стандартам, назвали своих сыновей Перед, Серед и Послед соответственно.

## Внешность
Это невысокая, пухлая девушка с великолепным цветом лица и румянцем во всю щёку. Самое выдающееся в её облике — волосы, настолько густые и пышные, что способны полностью спрятать её не менее пышные формы. Они никогда не путаются, блестят и легко укладываются в причёску. Единственная проблема с волосами заключается в том, что в них теряются гребешки. Она также немного косолапит при ходьбе.

## Характер
У неё прекрасный характер, она добра и отзывчива. Но как многие люди подобного склада, она несколько устала от своей репутации и воображает себя другой, более впечатляющей особой. Она придумала себе новой имя — Пердита Х (произносится Пердита Икс), но местные жители упорно называли её Пердитихой, поэтому Агнесса стала называть себя новым именем лишь мысленно. Постепенно эта воображаемая личность обрела настоящее существование в уме Агнессы. В результате, Агнесса Нитт всегда имеет два мнения обо всём. Пердита самодовольна, эгоистична и капризна. Она считает Агнессу недалёкой, жалостливой, слабохарактерной толстухой, о которую все вытирают ноги. Пердита — эта та стройная красавица, что живёт в каждой толстушке. Пердита делает то, на что сама Агнесса никогда не осмелилась бы по причине мягкого характера. Она не краснеет на каждом шагу, у неё привлекательная бледность и она красится тёмно-вишневой губной помадой. Лишь изредка Агнессе приходило в голову, что Пердита, быть может, такая же дура, как и она сама.
Она редко берёт на себя контроль над телом Агнессы, только в чрезвычайных обстоятельствах. В основном, она сидит на задворках рассудка, погружённая в свои странные фантазии, или же делает саркастические замечания.

## Биография
Когда мы встретили её в первый раз, она входила в ковен Диаманты (Люси Токлей). Легко поддающаяся влиянию своих более одарённых воображением подруг, Агнесса-Пердита носила чёрное платье, чёрную шляпу с вуалью и даже чёрный кружевной носовой платочек. Всё вместе производило впечатление низколетящего грозового облака. Агнесса мечтала выглядеть готично, но её комплекция позволяла сделать из неё двух готов. Несмотря на свою любовь к чёрному цвету, у неё всё ещё сохранились две полки с мягкими игрушками.
Согласно Нянюшке Ягг, которая редко ошибается в таких делах, Агнесса обладает определённым магическим талантом. И, как это часто происходит, магический талант, не найдя применения, проявился другим образом. Оказалось, что у Агнессы совершенно невероятный голос, она может произвести фактически любой тон, когда она берёт самые высокие ноты, стекло бьётся и насекомые разлетаются. Её самые низкие звуки приводят окружающих в подавленное состояние, а животные начинают сходить с ума. Она также способна петь в терцию сама с собой. Пердита обладает довольно высоким голосом.
После событий в книге «Дамы и господа», где ей уделяется довольно незначительное внимание, после замужества Маграт Чесногк, место третьей ведьмы ковена — девы перешло к Агнессе Нитт. Но Агнесса не захотела вести непривлекательную на её взгляд жизнь деревенской ведьмы и направилась в Анк-Морпорк, где поступила в Оперу. Однако Нянюшка Ягг и Матушка Ветровоск решили, что она обладает достаточными способностями, чтобы присоединиться к ним в качестве третьей ведьмы (им надоело самим заваривать чай). Именно в Анк-Морпорке Агнесса убедилась, что от судьбы не убежать и ведовство найдёт тебя повсюду. Она также обнаружила, что выбирая между толстой певицей с великолепным голосом и густыми волосами и стройной сексапильной красоткой, мир даже задумываться не станет.
Агнесса вернулась в Ланкр, по прежнему имея внутри себя Пердиту. Она также осознала, что является более умной, чем остальные, что многие люди не способны здраво мыслить и что кто-то должен с этим разбираться.
Благодаря своему раздвоению личности Агнесса очень плохо поддаётся ментальным манипуляциям. Каждый, кто пытается загипнотизировать Агнессу, обнаружит, что как только Агнесса начинает терять самоконтроль, ей на смену приходит Пердита, и наоборот. Эта способность оказалась весьма полезной во время вторжения вампиров в Ланкр.

## Действующий персонаж в следующих книгах
- «Дамы и господа»
- «Маскарад»
- «Carpe Jugulum. Хватай за горло»